# Historia filmu (nauka)
Historia filmu – dziedzina filmoznawstwa, której przedmiotem są dzieje sztuki filmowej. Historia filmu zajmuje się periodyzacją dziejów kinematografii, opisywaniem związków łączących poszczególne dzieła lub nurty filmowe oraz charakteryzowaniem etapów ewolucji sztuki filmowej, w powiązaniu z uwarunkowaniami społecznymi, kulturowymi i politycznymi. Korzystając z metodologii badań historycznych, historia filmu gromadzi i porządkuje na podstawie materiału źródłowego dane faktograficzne, a następnie dokonuje ich syntetycznego opisu.
Zależnie od badanej kwestii, główne perspektywy rozważań o historii sztuki filmowej to:
- Historia biograficzna − skupia się na życiorysach poszczególnych osób związanych z kinematografią
- Historia gospodarcza − bada dzieje filmowych praktyk biznesowych
- Historia estetyki filmu − kładzie nacisk na rozwój form, stylów i gatunków filmowych
- Historia techniki filmowej − bada techniczne aspekty produkcji filmowej: materiały, narzędzia, itp.
- Historia społeczna/kulturowa/polityczna − umieszcza kino w szerszym kontekście społecznym i politycznym.

Oprócz tego wyróżnić można wiele innych metod badawczych, uzależnionych od charakteru materiału źródłowego i zakresu jaki obejmują, m.in.: historia kina światowego, historia kinematografii narodowych, historie poszczególnych gatunków, analizy odbioru filmów na przestrzeni dziejów, itp.